# Joyce K. Reynolds
Joyce K. Reynolds (zm. 28 grudnia 2015) – amerykańska informatyk.
Reynolds uzyskała stopień licencjata i magistra na Uniwersytecie Południowej Kalifornii w Stanach Zjednoczonych. Brała czynny udział w rozwijaniu protokołów stanowiących podstawę Internetu . W szczególności jest autorem lub współautorem wielu dokumentów RFC, zwłaszcza tych, które wprowadziły i zdefiniowały protokoły Telnet, FTP i POP.
Reynolds była członkiem zespołu redakcyjnego dokumentów technicznych Request for Comments w latach od 1987 do 2006 oraz pełniła funkcję w IANA razem z Jonem Postelem do czasu nim została przeniesiona do ICANN, w której pełniła tę samą rolę aż do 2001 roku, będąc pracownikiem ISI.
Jako dyrektor działu wsparcia użytkowników w IETF w czasie od 1990 do marca 1998 była członkiem Internet Engineering Steering Group.
Za wkład w rozwój Internetu została uhonorowana razem z Bobem Bradenem w 2006 roku nagrodą Postela. Została wymieniona wraz z notką biograficzną w RFC 1336 ↓, na temat Kto jest kim w Internecie (1992) .
Zmarła w domu w poniedziałek rano 28 grudnia 2015 z powodu powikłań związanych z chorobą nowotworową. Po jej śmierci ówczesny przewodniczący IETF zaproponował, aby zwrot "Co by powiedziała Joyce?" został pytaniem przewodnim organizacji. 

## Wybrane prace
- Reynolds, J. K., Postel, J. B., Katz, A. R., Finn, G. G., & DeSchon, A. L. (1985). The DARPA experimental multimedia mail system. Computer, 18(10), 82-89.
- Postel, J. B., Finn, G. G., Katz, A. R., & Reynolds, J. K. (1988). An experimental multimedia mail system. ACM Transactions on Information Systems (TOIS), 6(1), 63-81.
- Postel, J., & Reynolds, J. K. (1988). RFC1042: Standard for the transmission of IP datagrams over IEEE 802 networks.
- Reynolds, J. K. (1989). RFC1135: Helminthiasis of the Internet.
- Reynolds, J. K. (1991). The helminthiasis of the Internet. Computer networks and ISDN systems, 22(5), 347-361.
- Marine, A. N., Reynolds, J. K., & Malkin, G. S. (1994). FYI on Questions and Answers-Answers to Commonly asked" New Internet User" Questions. RFC, 1594, 1-44.